# ユメハナ
「ユメハナ」は、ピコのメジャー4枚目、通算5枚目のシングル。2011年10月5日にKi/oon Recordsから発売された。

## 概要
前作「桜音」から約7か月ぶりのリリースであり、2011年2作目のシングル。
表題曲は、前作「桜音」のアンサーソングとなっており、テレビ東京系音楽番組『Vの流儀』のオープニングテーマ、テレビ朝日系音楽番組『ストリートファイターズ』の10月度エンディングテーマに起用されている。楽曲自体は秋をイメージしている。ちなみに「ユメハナ」は、一部表記部分と歌唱が異なっている箇所があり、カップリング曲「Immoral」は歌唱されているが記載されていない歌詞がある。
カップリング曲の「孤独の果て」は、光収容が作詞・作曲を行い、ボーカロイドキャラクターの一人である鏡音リンが歌唱している楽曲のカバーであり、今年度の8月3日から同月の31日までの限定配信楽曲としてリリースされていた楽曲となっていたが、CD化の要望が多かったことから今作に収録されることになった。
メジャーデビューシングル「Story」から続き初回限定盤と通常盤の2形態で発売され、それぞれジャケットのデザインが異なる。
初回限定盤には1stアルバム『1PIKO』に収録されている楽曲「二息歩行」と「孤独の冠」のPVと前作の「桜音」のライブ映像を収録したDVDと特製ピコカードが封入されている。また初回限定盤・通常盤に限らず、アニメイト全店には「Type B」、コミックとらのあな、タワーレコード、HMVなどの一部店舗には「Type A」それぞれのオリジナルポスターが特典として先着で付いてくる。

## チャート成績
2011年10月17日付のオリコン週間シングルチャートで16位を獲得。初動売上は0.5万枚を記録した。デイリーチャートでは10月5日から6日まで2日連続で最高位の10位を獲得した。
2011年10月17日付のBillboard Japan Hot 100で39位、Billboard Hot Singles Salesで13位を獲得。同チャートへのランクインは2枚目のシングル「勿忘草」から3作連続。

## 批評
hotexpressの武川春奈は、「会いたくても会えない人へ向けた秋歌であり、和風かつ壮大な世界観が描かれている。」と評した。

## 収録曲
CD
- 全曲、編曲：samfree

1. ユメハナ [4:29]
作詞：ピコ、作曲：samfree
2. Immoral [4:55]
作詞・作曲：ピコ
3. 孤独の果て [4:24]
作詞・作曲：光収容
4. ユメハナ （PikoLess Version）
5. Immoral （PikoLess Version）
6. 孤独の果て （PikoLess Version）

DVD（初回生産限定盤のみ）
1. 二息歩行
2. 孤独の冠
3. 桜音（2011.6.10 大阪BIG CAT）

## 収録アルバム
| 曲名     | アルバム | 発売日        | 備考                  |
| -------- | -------- | ------------- | --------------------- |
| ユメハナ | 2PIKO    | 2012年5月30日 | 1stオリジナルアルバム |